# Públio Palfúrio
Públio Palfúrio (em latim: Publius Palfurius) foi um senador romano nomeado cônsul sufecto para o nundínio de setembro e outubro de 55 com Lúcio Aneu Sêneca. Seu filho, Marco Palfúrio Sura, orador e filósofo estoico, foi expulso do Senado na época de Vespasiano.